# Longpao (köpinghuvudort i Kina, Jiangsu Sheng, lat 32,20, long 118,95)
Longpao (kinesiska: 龙袍镇) är en köpinghuvudort i Kina. Den ligger i provinsen Jiangsu, i den östra delen av landet, omkring 20 kilometer nordost om provinshuvudstaden Nanjing. Antalet invånare är 30 336. Befolkningen består av 14 777 kvinnor och 15 559 män. Barn under 15 år utgör 9,0 %, vuxna 15-64 år 78 %, och äldre över 65 år 11,0 %.
Runt Longpao är det mycket tätbefolkat, med 1 956 invånare per kvadratkilometer. Närmaste större samhälle är Yanziji, 13,7 km väster om Longpao. Trakten runt Longpao består till största delen av jordbruksmark.
Genomsnittlig årsnederbörd är 1 277 millimeter. Den regnigaste månaden är juli, med i genomsnitt 262 mm nederbörd, och den torraste är december, med 31 mm nederbörd.